# HEPES
HEPES（へぺす、 4-(2-hydroxyethyl)-1-piperazineethanesulfonic acid）は緩衝液に用いられる有機化合物の一つ。白色結晶性粉末の形状を持つ。
溶液は、生化学分野で広く用いられるグッドバッファーの一種である。pKaが 7.55 (20℃)であり、およそ pH 6.8-8.2 の範囲で緩衝作用を持つ。細胞培養で広く使用されている重炭酸塩バッファーと比較して、培養細胞が行う好気性呼吸によって生成される二酸化炭素濃度の変化を吸収して生理学的pHを維持することに優れているため、組織培養で広く用いられる。
水の解離定数は温度の低下とともに減少するが、多くのバッファーにおいては温度によるこの解離定数（pK）の変化は少ない。しかしながらHEPESは温度が下がると解離定数が減少するため、水に近い性質を示す。そのため、HEPESは低温環境下で酵素の構造と機能を維持するための、より効果的な緩衝剤としてよく利用される。凍結に伴う pH 変化を低減する目的で、酵素の冷凍保存にも利用される。一方で、HEPESは熱に弱い性質があるため、オートクレーブ処理などで分解することがある。
Zigler et al.（1985）や Lepe-Zuniga et al.（1987）によれば、長時間光に暴露した HEPES は過酸化水素に由来する毒性を持つという。過酸化水素の発生を避け、実験の再現性を確保するためには、HEPES を含む液体はできる限り暗所に保存することが望ましい。
HEPESの金属イオン結合はごくわずかであり 、金属キレート化によって阻害される可能性のある酵素のバッファーとして適している。